# ヘンリー・ブロックホルスト・リビングストン
ヘンリー・ブロックホルスト・リビングストン（Henry Brockholst Livingston、1757年11月25日 - 1823年3月18日）は、アメリカ合衆国の軍人・法律家。

## 生涯
スザンナ・フレンチとウィリアム・リビングストンの息子としてニューヨークで生まれ、1774年、ニュージャージー大学（現プリンストン大学）で文学士を取得した。リバティホール（現キーン大学）を相続し、1798年までそれを保持していた。アメリカ独立戦争では、New York Lineの中佐として、1775年から1777年までフィリップ・スカイラー将軍の幕僚、サラトガの戦いではベネディクト・アーノルド少将の副官を務めた。後にジョン・ジェイの私設秘書も務めた。1782年に短期間ながらニューヨークでイギリス軍によって投獄された。戦後の1783年、法律研究のため、弁護士事務所に入り、1783年から1802年にかけて、ニューヨークで個人開業していた。
1802年から1807年まで、ニューヨーク州高位裁判所裁判官を務め、Pierson v. Post Legal citation （1805年）の有名な反対意見を執筆した。1806年11月10日、トーマス・ジェファーソンから休会任命を利用し、ウィリアム・パターソンの死により空席のアメリカ合衆国連邦最高裁判所陪席判事に任じられた。1806年12月15日に正式指名され、1806年12月17日にアメリカ合衆国上院の承認を得た。最高裁には、1807年1月16日から1823年に亡くなるまで務めた。在職中、投票や意見はほとんどアメリカ合衆国最高裁判所長官ジョン・マーシャルに従った。当時の慣例で、ニューヨーク州巡回裁判所判事も兼ねた。
ワシントンD.C.で死亡し、ニューヨーク州ブルックリン区グリーンウッド墓地に埋葬された。

## 関連文献
- Abraham, Henry J. (1992). Justices and Presidents: A Political History of Appointments to the Supreme Court (3rd ed.). New York: オックスフォード大学出版局. ISBN 0-19-506557-3
- Bibliography on William Patterson at Supreme Court Historical Society.
- Cushman, Clare (2001). The Supreme Court Justices: Illustrated Biographies, 1789–1995 (2nd ed.). (Supreme Court Historical Society, Congressional Quarterly Books). ISBN 1-56802-126-7
- Frank, John P. (1995). Friedman, Leon; Israel, Fred L.. eds. The Justices of the United States Supreme Court: Their Lives and Major Opinions. 　Chelsea House　Publishers. ISBN 0-7910-1377-4
- Hall, Kermit L., ed (1992). The Oxford Companion to the Supreme Court of the United States. New York: Oxford University Press. ISBN 0-19-505835-6
- Martin, Fenton S.; Goehlert, Robert U. (1990). The U.S. Supreme Court: A Bibliography. Washington, D.C.: Congressional Quarterly Books. ISBN 0-87187-554-3
- Urofsky, Melvin I. (1994). The Supreme Court Justices: A Biographical Dictionary. New York: Garland Publishing. pp. 590. ISBN 0-8153-1176-1
- Warren, Charles. (1928) The Supreme Court in United States History, 2 vols. at Google ブックス.